# Черкаски район
Черкаски район (на украински: Черкаський район) е район в Черкаска област. Намира се в централната част на Черкаска област, а административният център на района е град Черкаси. Населението е 602 600 души (2020). 

## История
На 18 юли 2020 г., като част от административната реформа на Украйна, броят на районите на Черкаска област е намален на четири, а територията на Черкаски район е значително разширена. Четири предишни района – Чигирински, Камянски, Канивски и Смелски, части от два други предишни района – Корсун-Шевченковски и Городищенски, както и градовете Черкаси, Канев и Смела, които преди това са градове с областно значение и не са част от нито един район, са обединени в Черкаски район.

## География
Районът е разположен в низина, на брега на Кременчугското водохранилище на Днепър. През района протичат реки като Рос, Вилшянка и Тясмин. Горите покриват около 62 хектара от района и включват известната Черкаска гора.

## Икономика
Районът се пресича от магистрали, които свързват Черкаси с други градове като Канив, Золотоноша, Уман. Дължината на всички пътища е 320,9 km, от които 101,2 km са национални пътища. През района минава и част от железопътния маршрут Одеса – Москва .

## Подразделения
След реформата от 2020 г. районът се състои от 26 громади.

## Известни личности
- Андроник Руденко (1894 – 1951), гръкокатолически свещеник и покръстен от руското православие
- Валентина Давиденко (* 1955 г.), носителка на званието Почетен журналист на Украйна